# گل‌گهر سیاه‌سنگ
گل‌گهر سیاه‌سنگ (نام علمی: Caulanthus barnebyi) نام یک گونه از سرده گل‌گهر است.